# 阿塞爾海伯格冰川

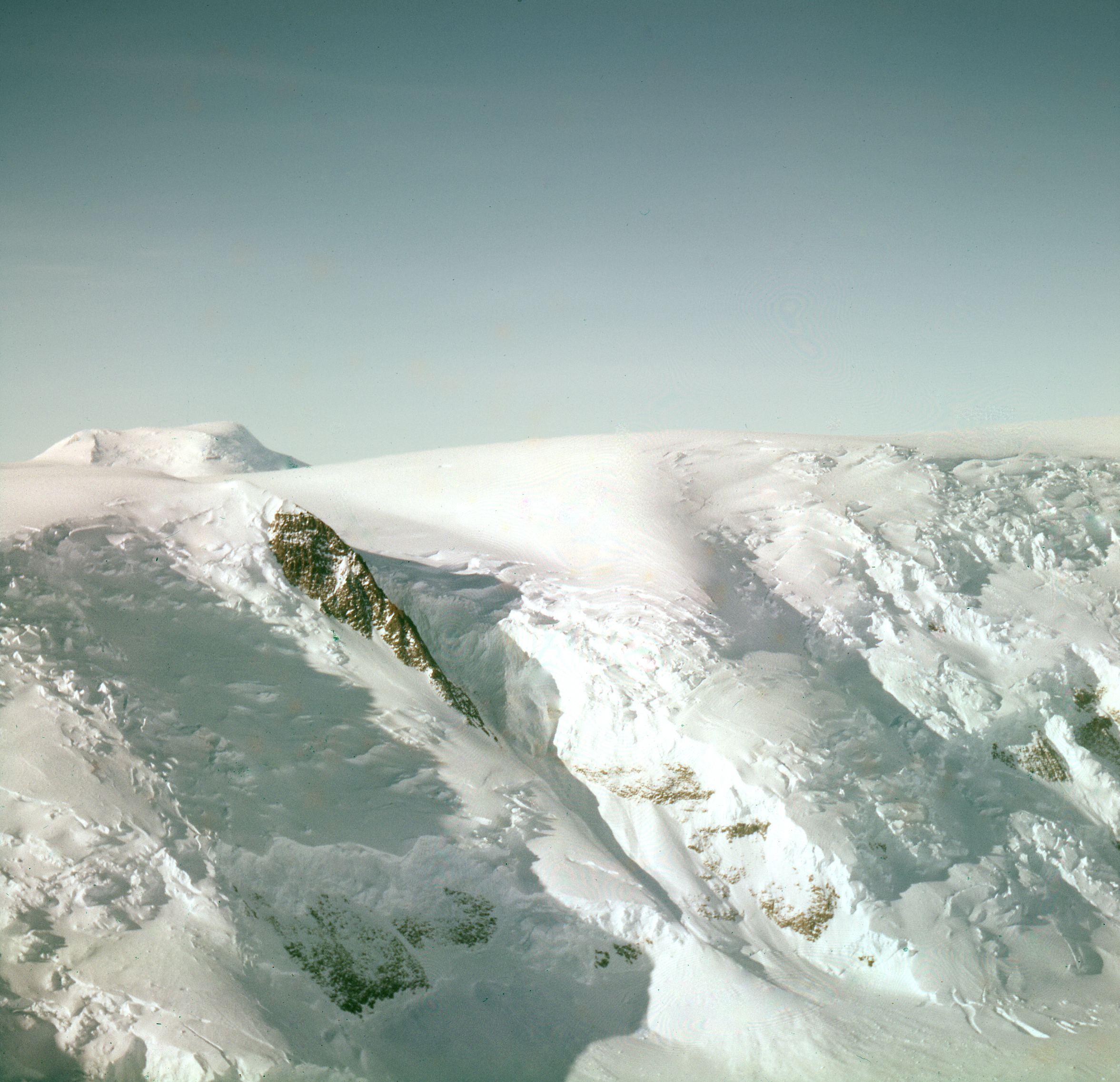

85°25′S 163°0′W / 85.417°S 163.000°W
阿塞爾海伯格冰川（英語：Axel Heiberg Glacier）是南極洲的冰川，全長48公里，發源自南極高原，最終在赫伯特山脈和唐佩德羅克里斯托弗森山之間注入羅斯冰架。